# Chronologie de la Charente
| Présentation chronologique des principaux événements historiques survenus dans ce qui constitue l'actuel département de la Charente. |

## Antiquité

### Bas-Empire romain
- IVe siècle : création de la Civitas Ecolismensium (Cité d'Angoulême) par démembrement de la Civitas Santonum (Saintes). La cité d'Angoulême correspond approximativement aux limites actuelles du diocèse, plus petit que le département actuel.
- 406 : siège d'Angoulême par les Vandales.
- 418 : installation des Wisigoths dans l'Aquitaine seconde.

## Moyen Âge

### Haut Moyen Âge
- 508 : prise d'Angoulême par les Francs (Clovis)
- 561 : Angoumois érigé en comté, commun dans un premier temps avec le Périgord et l'Agenais
- 584 : Tentative de création d'un royaume d'Aquitaine indépendant par Gondovald, auquel Angoulême accepte de se soumettre.
- 732 : invasions arabes
- 766 : Pépin le Bref dévaste l'Angoumois et annexe l'Aquitaine
- 768 : Pépin le Bref garantit la loi romaine aux Aquitains (à Saintes)
- 781 : Nouveau royaume d'Aquitaine créé par Louis le Pieux, fils de Charlemagne
- 839 : révoltes en Aquitaine, nominations de nouveaux comtes: Landri à Saintes, Turpion à Angoulême, Ramnoul à Poitiers
- 845 : premiers raids des Vikings par la Charente à partir de Saintes
- 863 : dévastation de l'abbaye de Saint-Cybard par les Vikings
- 865 : défaite définitive des Vikings
- 866 : début de la dynastie des Taillefer, comtes d'Angoulême
- 975 : naissance du comté médiéval d'Angoulême; Arnaud Manzer chasse Ramnoul de Périgord
- Vers l'an 1000: premier castrum à Cognac par Itier et Arnaud de Villebois

### Bas Moyen Âge
- vers 1000 : Guillaume IV agrandit l'Angoumois avec Chabanais, Confolens, Ruffec, mais Barbezieux et Chalais restent saintongeaises; abandon de Rochechouart et Melle; gain de Blaye et Fronsac
- 1152 : mariage d'Aliénor d'Aquitaine avec Henri Plantagenêt, futur Henri II d'Angleterre
- 1181 : Henri II d'Angleterre confisque le comté
- 1199 : mort de Richard Cœur-de-Lion et mariage d'Isabelle Taillefer et Jean sans Terre. La seigneurie de Cognac passe sous la domination de la maison d'Angleterre.
- vers 1200 : charte communale de Cognac accordée par Jean sans Terre
- 1204 à 1210 : la rive droite de la Charente est reprise par le roi de France
- 1216 : mort de Jean sans Terre et remariage d'Isabelle avec Hugues X de Lusignan
- 1308 : mort du dernier Lusignan; Philippe Le Bel rattache le comté d'Angoulême et la seigneurie de Cognac à la couronne de France
- 1317-1349 : le Comté est administré par Jeanne II de Navarre
- 1352 : renouvellement de la charte communale de Cognac par le comte d'Angoulême Charles de La Cerda
- 1360 : Le comté passe aux mains des Anglais
- 1372 : Angoulême ouvre ses portes aux Français; les Anglais restent épisodiquement dans la région
- 1373 : charte communale accordée à Angoulême par Charles V de France en récompense
- 1400 : naissance du Jean d'Orléans (1400-1467), comte 7 ans plus tard
- 1400-1407 : peste noire à Angoulême
- 1407 : assassinat de Louis de France, duc d'Orléans et comte d'Angoulême par le duc de Bourgogne. Début de la guerre entre Armagnac et Bourguignon.
- 1412 : comte Jean otage en Angleterre
- 1431 : fiançailles du comte Jean avec une fille du duc de Rohan
- 1444 : retour du comte Jean
- 1445 : prise définitive des forteresses de La Rochandry et Bouteville aux Anglais[1]
- 1448 : Cognac est définitivement reprise aux Anglais, par François Ier de Bretagne
- 1450 : le bon Comte Jean reconstitue le Comté et reconstruit le château de Cognac
- 1453 : fin de l'Aquitaine anglaise avec la prise de Chalais et la bataille de Castillon
- 1481 : naissance de François, futur François Ier, à Cognac
- 1492 : naissance de Marguerite de Navarre, sœur de François Ier, à Angoulême

## Temps Modernes

### XVIesiècle
- 1514 : François, comte d'Angoulême, devient roi; il érige l'Angoumois en duché pairie.
- 1516 : Marguerite commence à rédiger l'Heptaméron.
- 1519 : carnaval somptueux donné à Cognac pour la Cour par Louise de Savoie, mère de François Ier
- 1533-1538 : Jean Calvin, théologien protestant, trouve refuge en Charente avant d'aller à Genève
- 1548 : déclenchement de la jacquerie des pitauds en réponse au projet d'étendre la gabelle aux provinces d'Angoumois et de Saintonge. Des troubles surviennent à Cognac et Barbezieux où les gabelous sont pourchassés. Le connétable Anne de Montmorency mène une répression féroce.
- 1551 : début des guerres de religion, Angoulême catholique tombe aux mais des Protestants Coligny, Henri de Navarre et François de La Rochefoucauld
- 1565 : passage de Charles IX (âgé de 14 ans) à Angoulême avec Catherine de Médicis
- 1569 : bataille de Jarnac, où Condé trouve la mort
- 1570 : Charles IX échange Angoulême contre Cognac et Saint-Jean-d'Angély qui deviennent places fortes protestantes
- 1587 : le duc d'Épernon prend le gouvernement de l'Angoumois
- 1598 : édit de Nantes signé par Henri IV le 13 avril octroie la liberté de culte

### XVIIesiècle
- 1610 : François Ravaillac assassine Henri IV à Paris
- 1622 : D'Épernon nommé gouverneur de Guyenne
- 1643 : Augier (de), première maison de commerce d'eau-de-vie de cognac
- 1692 : l'Angoumois devient une généralité pour les impôts (généralité de Limoges)

### XVIIIesiècle
- 1790 : Création du département de la Charente, découpé en six districts. Le chef-lieu du département est Angoulême, les cinq chefs-lieux de district sont Barbezieux, Cognac, Confolens, La Rochefoucauld et Ruffec.
- 1800 : Refonte de la carte administrative avec création de la préfecture dont le siège est fixé à Angoulême et de quatre sous-préfectures qui sont Barbezieux, Cognac, Confolens et Ruffec. La Rochefoucauld devient simple chef-lieu de canton.

## Époque contemporaine

### XIXesiècle
- 1852 : Angoulême inaugure sa gare ferroviaire située sur la ligne de chemin de fer reliant Paris à Bordeaux.
- 1867 : (octobre) : Ouverture de la voie ferrée de Saintes à Angoulême et inauguration des gares de Cognac, Jarnac et Châteauneuf-sur-Charente.
- 1872 : Premiers cas avérés de vignes phylloxérées signalés à Crouin, aux portes de Cognac, et à Chérac, dans le département voisin de la Charente-Maritime. Dès 1875, le phylloxéra dévaste les vignes de l'ouest du département.

### XXesiècle
- 1926 : Suppression des sous-préfectures de Barbezieux et de Ruffec.
- 1940 (juin) : La ligne de démarcation sépare le département de la Charente en deux zones : la zone libre à l'est (arrondissement de Confolens dans sa majeure partie) et la zone occupée à l'ouest, comprenant notamment Angoulême.
- 1974 : 25 janvier, inauguration du premier Festival international de la bande dessinée d'Angoulême.

### XXIesiècle
- 2008 (1er janvier) : Refonte de la carte administrative du département où l'arrondissement d'Angoulême est amputé de six cantons au profit des arrondissements de Cognac et de Confolens en vue d'un rééquilibrage démographique du département.

## Pour approfondir